# Робърт Джордан
Джеймс Оливър Ригни-младши (на английски: James Oliver Rigney, Jr.), по-известен с псевдонима Робърт Джордан (на английски: Robert Jordan), е американски писател, най-известен с фентъзи поредицата „Колелото на времето“. Публикува и под псевдонимите Джаксън О'Райли (на английски: Jackson O'Reilly) и Рийган О`Нийл (на английски: Reagan O'Neal).

## Биография и творчество
Робърт Джордан е роден през 1948 година в Чарлстън, Южна Каролина. Научава се да чете на четири години, а на пет вече чете книгите на Марк Твен и Жул Верн.
От 1968 до 1970 година служи във Виетнамската война като хеликоптерен артилерист и има бойни отличия: Летящ кръст с грозд бронзови дъбови листа, Бронзова звезда със знак "V" (Виктория) и с грозд бронзови дъбови листа и два Виетнамски кръста за храброст с палма. Дипломира се в Цитаделата - военен колеж в Южна Каролина със специалност „Физика“, след което работи като атомен инженер за Американските военноморски сили.
Започва да пише през 1977 г. след почти фатален за него инцидент. През 1981 г. публикува първата си книга - историческия роман The Fallon Pride под псевдонима Рийган О'Нийл. Тя е последвана от още 2 романа от трилогията „Фалон“ и от уестърна The Cheyenne Raiders, като за последния използва псевдонима Джаксън О'Райли. През юни 1982 г. писателят (под псевдонима Робърт Джордан) публикува романа „Конан - непобедимия", вдъхновена от филма „Конан варварина“ с участието на Арнолд Шварценегер. Тя е последвана от още няколко заглавия със същия герой. През 1990 г. Джордан публикува „Окото на света" - първата книга от фентъзи поредицата „Колелото на времето", която го утвърждава като един от майсторите на жанра.
През 2015 г. излиза американският телевизионен филм „Зимен дракон“ (Winter Dragon), базиран на серията „Колелото на времето“.
Джордан е масон като баща си и дядо си. От 1981 г. до смъртта си е женен за литературната редакторка Хариет Макдугал, с която живее в къща от 1977 г. Любител е на лова, риболова, ветроходството, покера, шахмата, билярда и колекционерството. Колекционира лули и се интересува от военна история и история на град Чарлстън.
Робърт Джордан почива от сърдечна амилоидоза, от която е диагонстициран година по-рано, на 16 септември 2007 г. в Чарлстън на 58-годишна възраст. Погребан е в двора на църквата „Сейнт Джеймс“ в Гууз Крийк близо до Чарлстън.

## Избрани произведения

### Серия „Колелото на времето“ (TheWheel of Time)
- New Spring (2004) – предистория
Нова пролет, изд. ИК „Бард“, София (2004), прев. Валерий Русинов, ISBN 954-585-532-0

1. The Eye of the World (1990)
Окото на Света, изд. „Бард“ София (1998), прев. Валерий Русинов, ISBN 954-585-216-X;[5] изд. „Бард“ София (2019), прев. Валерий Русинов, ISBN 978-954-585-216-9
2. The Great Hunt (1990)
Великият лов, изд. „Бард“ (1999), прев. Валерий Русинов;[6] изд. „Бард“ (2019), прев. Валерий Русинов, ISBN 978-954-585-217-6
3. The Dragon Reborn (1991)
Прероденият Дракон, изд. „Бард“ (1999), прев. Валерий Русинов;[7] изд. „Бард“ (2019), прев. Валерий Русинов, ISBN 978-954-585-218-3
4. The Shadow Rising (1992)
Силата на Сянката, изд. „Бард“ (1999), прев. Валерий Русинов.[8]
5. The Fires of Heaven (1993)
Небесният огън, изд. „Бард“ (1999), прев. Валерий Русинов, ISBN 954-585-005-1[9]
6. Lord of Chaos (1994)
Господарят на хаоса, изд. „Бард“ (1999), прев. Валерий Русинов, ISBN 954-585-034-5[10]
7. A Crown of Swords (1996)
Корона от мечове, изд. „Бард“ (2000), прев. Валерий Русинов, ISBN 954-585-063-9[11]
8. The Path of Daggers (1998)
Пътят на кинжала, изд. „Бард“ (2000), прев. Валерий Русинов, ISBN 954-585-086-8[12]
9. Winter's Heart (2000)
Сърцето на зимата, изд. „Бард“ (2001), прев. Валерий Русинов, ISBN 954-585-191-0[13]
10. Crossroads of Twilight (2003)
Кръстопътища по здрач, изд. „Бард“ (2003), прев. Валерий Русинов, ISBN 954-585-435-9[14]
11. Knife of Dreams (2005)
Нож от блянове, изд. „Бард“ София (2006), прев. Валерий Русинов, ISBN 978-954-584-055-5[15]
12. The Gathering Storm (2007) – завършена от Брандън Сандерсън
Буря се надига, изд. „Бард“ (2010), прев. Валерий Русинов, ISBN 9546551085[16]
13. Towers of Midnight (2010) – завършена от Брандън Сандерсън
Среднощни кули, изд. „Бард“ (2011), прев. Валерий Русинов, ISBN 9546552181[17]
14. A Memory of Light (2013) – завършена от Брандън Сандерсън
Спомен за Светлина, изд. „Бард“ (2013), прев. Валерий Русинов, ISBN 9546554000

#### Произведения в света на „Колелото на времето“
- The World of Robert Jordan's The Wheel of Time (1997) – справочник, с Тереза Патерсън
- The Strike at Shayol Ghul (1996) – разказ[18]
- New Spring (1998) – повест
„Колелото на времето: Нова пролет“, в антология „Легенди“ (съст. Робърт Силвърбърг), изд. „Бард“ (2000)
- Glimmers: Prologue to Crossroads of Twilight (2002) – ел. книга (откъс) с бонус материали
- New Spring: The Novel (2004) – роман (пълно издание)
- River of Souls (2013) – разказ, с Брандън Сандерсън
- The Wheel of Time Companion (2015) – справочник, с Хариет Макдугал, Алан Романчук и Мария Саймънс
- A Fire Within the Ways (2019) – повест, с Брандън Сандерсън

### „Конан“ (Conan) – междуавторски цикъл
- Conan the Invincible (1982)
Конан непобедимия, изд. „Бард“ (1995), прев. Здравка Ефтимова
- Conan the Defender (1982)
Конан – защитника на трона, изд. „Бард“ (1996), прев. Здравка Ефтимова
- Conan the Triumphant (1983)
- Conan the Unconquered (1983)
- Conan the Destroyer (1984)
Конан разрушителя, изд. „Бард“ (1995), прев. Георги Стоянов
- Conan the Magnificent (1984)
Конан великолепния, изд. „Бард“ (1996), прев. Георги Стоянов
- Conan the Victorious (1984)